# Greatest Hits (Simply Red)
Greatest Hits è la prima raccolta del gruppo musicale britannico Simply Red, pubblicata il 4 ottobre 1996.
Contiene i singoli dei loro primi cinque album (Picture Book, Men and Women, A New Flame, Stars, Life) più la cover inedita Angel di Aretha Franklin.

## Tracce
1. Holding Back the Years (da Picture Book) – 4:12 (Mick Hucknall, Neil Moss)
2. Money's Too Tight (to Mention) (da Picture Book) – 4:29 (John Valentine, William Valentine)
3. The Right Thing (da Men and Women) – 4:22 (Mick Hucknall)
4. It's Only Love (da A New Flame) – 3:52 (Jimmy Cameron, Vella Cameron)
5. A New Flame (da A New Flame) – 3:58 (Mick Hucknall)
6. You've Got It (da A New Flame) – 3:58 (Mick Hucknall, Lamont Dozier)
7. If You Don't Know Me by Now (da A New Flame) – 3:26 (Kenny Gamble, Leon Huff)
8. Stars (da Stars) – 4:08 (Mick Hucknall)
9. Something Got Me Started (da Stars) – 4:00 (Mick Hucknall, Fritz McIntyre)
10. Thrill Me (da Stars) – 5:04 (Mick Hucknall, Fritz McIntyre)
11. Your Mirror (da Stars) – 4:00 (Mick Hucknall)
12. For Your Babies (da Stars) – 4:18 (Mick Hucknall)
13. So Beautiful (da Life) – 5:00 (Mick Hucknall)
14. Angel (inedito) – 4:01 (Carolyn Franklin, Sonny Saunders)
15. Fairground (da Life) – 4:27 (Mick Hucknall)

## Classifiche
| Classifica (1996) | Posizione massima |
| ----------------- | ----------------- |
| Australia         | 4                 |
| Austria           | 1                 |
| Belgio (Fiandre)  | 2                 |
| Belgio (Vallonia) | 1                 |
| Finlandia         | 11                |
| Francia           | 2                 |
| Germania          | 2                 |
| Italia            | 3                 |
| Norvegia          | 8                 |
| Nuova Zelanda     | 1                 |
| Paesi Bassi       | 3                 |
| Regno Unito       | 1                 |
| Svezia            | 3                 |
| Svizzera          | 4                 |